# Direcció general de Seguretat Jurídica i Fe Pública
La Direcció general de Seguretat Jurídica i Fe Pública és un departament del Ministeri de Justícia actualment enquadrat dins de la Secretaria General per l'Innovació i Qualitat del Servei Públic de Justícia.

## Funcions
Correspon a la Direcció general de Seguretat Jurídica i Fe Pública:
- Elaboració dels projectes legislatius sobre les matèries de nacionalitat, estat civil i ordenació i funcionament del Registre Civil en coordinació amb la Secretaria General Tècnica, i el coneixement i informe de quants projectes normatius puguin afectar aquestes matèries.
- Tramitació i, si escau, resolució dels expedients de nacionalitat i els de reconeixement o denegació de les situacions que afecten a l'estat civil dels ciutadans i la seva inscripció en el Registre Civil; així mateix, la tramitació i, si escau, resolució dels recursos governatius contra els actes dels titulars de l'exercici d'aquestes funcions, així com l'estudi i la resolució de quantes consultes li siguin efectuades sobre les anteriors matèries.
- Planificació dels Registres Civils, la programació i distribució dels mitjans materials i personals precisos per al seu funcionament, així com la seva organització, adreça i inspecció.
- Planificació estratègica, la direcció i l'execució de la modernització tecnològica dels Registres Civils, així com la coordinació de les actuacions en aquesta matèria amb altres administracions, òrgans de l'Estat, corporacions professionals i institucions públiques.
- Elaboració dels projectes legislatius sobre les matèries relatives al Dret notarial i registral en coordinació amb la Secretaria General Tècnica i el coneixement i informe de quants projectes normatius poguessin afectar aquestes matèries.
- Organització, direcció, inspecció i vigilància de les funcions de la fe pública notarial i les de naturalesa registral en les matèries de la propietat, béns mobles i mercantils, l'evacuació de quantes consultes li siguin efectuades sobre aquelles, així com la tramitació i resolució dels recursos governatius contra els actes dels titulars de l'exercici de les citades funcions.
- Ordenació del govern i règim dels Cossos de Notaris i de Registradors,[2] l'organització dels seus processos de selecció i de provisió de llocs, així com les relacions ordinàries amb els seus respectius organismes professionals.
- Gestió del Registre de Contractes d'assegurances de cobertura de defunció i del Registre d'Actes de Notorietat d'Hereus abintestat sota la dependència del Registre General de Actes d'Última Voluntat.
- Portar el Registre de Fundacions aprovat en el Reglament del Registre de Fundacions de Competència Estatal, per Reial decret 1611/2007, de 7 de desembre.
- Protectorat de les fundacions les finalitats de les quals es vinculin amb les atribucions del departament, en els termes establerts per la normativa vigent.
- Coneixement, seguiment i informe dels projectes normatius en la Unió Europea i en altres organismes internacionals, quan afectin a matèries de la seva competència, -en coordinació amb la Secretaria General Tècnica, conforme a l'article 8.1.n)-.
- Portar la Secció de Legalitzacions del Ministeri de Justícia, tant en relació amb documents físics com a electrònics.
- Portar el Llibre Registre de la Família Reial i del protocol del Ministre de Justícia com a Notari Major del Regne.

## Directors generals
| Director general                          | Data de nomenament     |
| ----------------------------------------- | ---------------------- |
| Francisco de Cárdenas Espejo              | 22 de març de 1861     |
| Antonio Romero Ortiz                      | 13 de febrer de 1862   |
| Laureano Arrieta                          | 15 de novembre de 1863 |
| Antonio Romero Ortiz                      | 26 de març de 1864     |
| José María Manresa                        | 14 d'octubre de 1864   |
| Severo Catalina del Amo                   | 19 de novembre de 1864 |
| Luis María de la Torre                    | 21 de juny de 1865     |
| José María Manresa                        | 13 de juliol de 1866   |
| Bonifacio de Blas y Muñoz                 | 21 de desembre de 1869 |
| Tomás María Mosquera                      | 16 de gener de 1870    |
| Álvaro Gil Sanz                           | 8 d'agost de 1871      |
| Emilio Navarro Ochoteco                   | 27 de novembre de 1871 |
| José Rivera Vázquez                       | 22 de juny de 1872     |
| José Gallego Díaz                         | 3 de febrer de 1873    |
| Gumersindo Azcárate                       | 18 de març de 1873     |
| Miguel Ferrer Garcés                      | 2 de juliol de 1873    |
| José Gallego Díaz                         | 12 de gener de 1874    |
| Pedro González Marrón                     | 14 de maig de 1874     |
| Feliciano Ramírez de Arellano             | 7 de setembre de 1874  |
| Emilio Navarro Ochoteco                   | 16 de gener de 1883    |
| Cirilo Amorós Pastor                      | 22 de gener de 1884    |
| Rafael Conde y Luque                      | 5 de setembre de 1885  |
| Emilio Navarro Ochoteco                   | 15 de desembre de 1886 |
| Antonio Moyeda Melcón                     | 10 de juliol de 1890   |
| Manuel Benayas Portocarrero               | 21 de desembre de 1892 |
| Solsona Baselga                           | 12 de juliol de 1895   |
| Francisco de Asís Pacheco                 | 21 d'octubre de 1897   |
| Ramón Cepeda Montero                      | 9 de desembre de 1897  |
| Bienvenido Oliver Esteller                | 7 de març de 1899      |
| Ramón Cepeda Montero                      | 1 d'abril de 1901      |
| Juan de la Cierva Peñafiel                | 7 de desembre de 1902  |
| Rafael Andrade Navarrete                  | 13 d'abril de 1903     |
| Juan Antonio García Labiano (interí)      | 24 de juliol de 1903   |
| Javier Gómez de la Serna                  | 30 de juny de 1905     |
| Carlos González Rothvoss                  | 28 de gener de 1907    |
| Pablo Martínez Pardo                      | 25 de setembre de 1908 |
| José Lombardero Franco                    | 1 d'octubre de 1909    |
| Javier Gómez de la Serna                  | 2 de novembre de 1909  |
| Vicente Pérez y Pérez                     | 12 de febrer de 1910   |
| Fernando Weyler y Santacana               | 13 d'octubre de 1910   |
| Vicente Cantos Figuerola                  | 3 de juliol de 1913    |
| José Jorro Miranda                        | 30 d'octubre de 1913   |
| Antonio Pérez Crespo                      | 13 de desembre de 1915 |
| José Rosado                               | 1 de maig de 1917      |
| Julio Wais                                | 15 de juny de 1917     |
| Sebastián Carrasco y Sánchez (interí)     | 12 de novembre de 1917 |
| Salvador Reventós                         | 15 de novembre de 1917 |
| Emilio Díez de Revenga                    | 19 d'abril de 1919     |
| Julio Fournier Cuadros                    | 29 de juliol de 1919   |
| Manuel Fernández Barrón                   | 21 de març de 1921     |
| Benito Blanco Rajoy                       | 9 de juliol de 1921    |
| Benito Mariano Andrade y Uribe            | 18 d'agost de 1922     |
| Armando de las Alas Pumariño              | 16 de març de 1922     |
| Enrique Gavilán Amuzara                   | 11 de desembre de 1922 |
| Sebastián Carrasco y Sánchez (interí)     | 21 de setembre de 1922 |
| Sebastián Carrasco y Sánchez              | 23 de febrer de 1924   |
| Pío Ballesteros y Álava                   | 18 de desembre de 1925 |
| Manuel Banzo Echenique                    | 14 de novembre de 1929 |
| Pedro Sabau Romero                        | 27 de febrer de 1930   |
| Antonio Garrigues y Díaz Cañabate         | 17 d'abril de 1931     |
| Luis Fernández Clérigo                    | 26 de desembre de 1931 |
| Casto Barahona y Holgado                  | 6 de maig de 1933      |
| Tomás de Aquino Arderius y Sánchez Fortún | 22 de desembre de 1933 |
| Casto Barahona y Holgado                  | 5 de maig de 1934      |
| Manuel García Atance                      | 2 d'octubre de 1935    |
| Isidro Millán Mariño                      | 18 de desembre de 1935 |
| Marcelino Rico Rivas                      | 1 de gener de 1936     |
| Manuel Pérez Jofre y Villegas             | 24 de febrer de 1936   |
| José María Arellano Igea                  | 18 de febrer de 1938   |
| Ignacio de Casso Romero                   | 25 d'agost de 1939     |
| Josrp Maria de Porcioles i Colomer        | 5 d'abril de 1943      |
| Eduardo López Palop                       | 30 de juliol de 1945   |
| Maximino de la Miyar y de la Miyar        | 27 de juliol de 1951   |
| José Alonso Fernández                     | 3 de juny de 1955      |
| Francisco Escrivá de Romaní y Olano       | 11 de setembre de 1965 |
| José Poveda Murcia                        | 22 de juny de 1973     |
| José Luis Martínez Gil                    | 23 de gener de 1976    |
| Francisco Javier Díe Lamana               | 10 de maig de 1979     |
| Fernando Marco Baró                       | 19 de setembre de 1981 |
| Francisco Mata Pallarés                   | 7 de desembre de 1982  |
| Gregorio García Ancos                     | 8 de febrer de 1984    |
| Mariano Martín Rosado                     | 17 d'octubre de 1986   |
| José Cándido Paz-Ares Rodríguez           | 2 de setembre de 1988  |
| Antonio Pau Pedrón                        | 2 de novembre de 1990  |
| Julio Burdiel Hernández                   | 3 de setembre de 1993  |
| Luis María Cabello de los Cobos y Mancha  | 24 de maig de 1996     |
| Ana López-Monís Gallego                   | 12 de maig de 2000     |
| Pilar Blanco-Morales Limones              | 7 de maig de 2004      |
| María Ángeles Alcalá Díaz                 | 20 de març de 2009     |
| Joaquín José Rodríguez Hernández          | 30 de desembre de 2011 |
| Francisco Javier Gómez Gálligo            | 31 d'octubre de 2014   |
| Pedro José Garrido Chamorro               | 3 d'agost de 2018      |
| Sofía Puente Santiago                     | 30 de gener de 2020    |

## Estructura
La Direcció general de Seguretat Jurídica i Fe Pública s'estructura en dues Subdireccions Generals:
- Subdirecció General de Nacionalitat i Estat Civil
- Subdirecció General del Notariat i dels Registres